# 特森斯
特森斯是奥地利蒂罗尔州兰德克县的一个市镇。总面积31.1平方公里，总人口690人，人口密度22.2人/平方公里（2005年）。